# Pandanus kuepferi
Pandanus kuepferi är en enhjärtbladig växtart som beskrevs av Callm., Wohlh. och Laivao. Pandanus kuepferi ingår i släktet Pandanus och familjen Pandanaceae.
Artens utbredningsområde är Madagaskar. Inga underarter finns listade.